# The Dominators
A The Dominators a Doctor Who sorozat negyvennegyedik része, amit 1968. augusztus 10.-e és szeptember 7.-e között vetítettek öt epizódban.

## Történet
A dominátorok és robot szolgáik, a quarkok a békés Dulkis bolygóra érkeznek, hogy a bolygó belső anyagból rakéta üzemanyagot készítsenek. A békés és fegyvertelen lakóknak a Doktor és társai segítségére van szüksége, hogy megszabaduljanak a brutális ellenféltől. A történet végén az ellenséges hajó felrobbantása vulkánkitörést robbantott ki, a Tardis-k vészmeghajtással kell vaktában elindulnia.

## Epizódok listája
| Epizód sorszáma | Bemutató napja      | Hossza | Nézők száma (millió) | Formátum  |
| --------------- | ------------------- | ------ | -------------------- | --------- |
| 1               | 1968. augusztus 10. | 24:25  | 6,1                  | 16 mm t/r |
| 2               | 1968. augusztus 17. | 24:07  | 5,9                  | 16 mm t/r |
| 3               | 1968. augusztus 24. | 24:06  | 5,4                  | 35 mm t/r |
| 4               | 1968. augusztus 31. | 24:54  | 7,5                  | 16 mm t/r |
| 5               | 1968. szeptember 7. | 24:19  | 5,9                  | 16 mm t/r |

## Könyvkiadás
A könyvváltozatát 1984 áprilisában adta ki a Target könyvkiadó

## Otthoni kiadás
- VHS-n 1990-ben adták ki.
- DVD-n Angliában 2010 júliusában adták ki.
- Az USA-ban és Kanadában 2011. január 11-n adták ki.

### Fordítás
- Ez a szócikk részben vagy egészben  a   The Dominators című angol Wikipédia-szócikk fordításán alapul.  Az eredeti cikk szerkesztőit annak laptörténete sorolja fel. Ez a jelzés csupán a megfogalmazás eredetét és a szerzői jogokat jelzi, nem szolgál a cikkben szereplő információk forrásmegjelöléseként.